# Бушни
Бушни — хутор в Галанчожском районе Чеченской Республики. Входит Моцкаройское сельское поселение.

## География
Хутор расположен недалеко от берега реки Бора и на левом берегу реки Никарой, к юго-востоку от районного центра Галанчож.